# Hilmar Weishaar
Hilmar Weishaar (* 1. August 1939; † 9. Mai 2014) war ein  deutscher Fußballspieler, der in der Fußball-Oberliga Südwest 115 Ligaspiele mit 36 Toren sowie in der Regionalliga Südwest 245 Ligaspiele mit 70 Toren für den FK Pirmasens von 1959 bis 1972 absolviert hat. Der Angreifer und Mittelfeldspieler gewann mit Pirmasens zweimal in den Jahren 1959 und 1960 die Oberligameisterschaft und 1966 den Titel in der Regionalliga. Zusätzlich hat Weishaar noch 12 Spiele mit zwei Toren in den Endrunden um die deutsche Fußballmeisterschaft 1959, 1960 und 1962 sowie 28 Spiele mit vier Toren in den Bundesligaaufstiegsrunden 1964, 1966, 1970 und 1971 zu verzeichnen. Er ist mit seinen 245 Spielen der Rekordspieler des FK Pirmasens in der zweitklassigen Regionalliga Südwest von 1963 bis 1974.

## Laufbahn

### Oberliga, 1959 bis 1963
Der spätere Rekordspieler in der zweitklassigen Regionalliga debütierte am 12. April 1959 beim FK Pirmasens in der damals erstklassigen Oberliga Südwest. Bei einem 6:1-Heimerfolg gegen Wormatia Worms stürmte der vom FC Rodalben gekommene, noch 19-jährige Angreifer, auf Linksaußen und erzielte zwei Tore. Der FKP war im Angriff mit Herbert Schroer, Karl Brunn, Heini Seebach, Helmut Kapitulski und dem Debütanten angetreten. Nach zwei Oberligaeinsätzen gehörte Weishaar der Stammformation des Südwestmeisters in der Endrunde um die deutsche Fußballmeisterschaft 1959 an. Seinen Einstand feierte er am 16. Mai im Südweststadion in Ludwigshafen bei einem 4:0-Heimerfolg vor 60.000 Zuschauern gegen den 1. FC Köln. Der westdeutsche Vizemeister war immerhin in der Defensive mit Spielern wie Fritz Ewert (Torhüter), Herbert Dörner, Karl-Heinz Schnellinger und Hans Sturm angetreten und hatte auch in der Offensive mit Franz Brungs, Josef Röhrig und Hans Schäfer renommierte Könner aufgeboten. Das erste Auswärtsspiel führte Weishaar und Kollegen an den Main, am 23. Mai traten sie gegen den süddeutschen Meister Eintracht Frankfurt an. Vor 81.000 Zuschauern setzte sich das Team um Richard Kreß und Istvan Sztani knapp mit 3:2 durch. Am 30. Mai gelang gegen den norddeutschen Vizemeister Werder Bremen ein 4:1-Heimerfolg. Danach gab es in den drei Rückspielen drei Niederlagen und Pirmasens rangierte nach sechs Spielen mit 4:8 Punkten auf dem 3. Rang in der Endrundengruppe I. Weishaar hatte alle sechs Gruppenspiele (1 Tor) bestritten. Das war der Einstand des 19-jährigen Hilmar Weishaar im Oberligafußball des Jahres 1959. Als der Kicker im August 1959 die Rangliste des deutschen Fußballs des ersten Halbjahres 1959 veröffentlichte, wurde das Talent des FK Pirmasens auf Linksaußen in der Rubrik „Im weiteren Kreis der Nationalelf“ zusammen mit Theo Klöckner, Heinz Vollmar, Engelbert Kraus und Bernhard Klodt aufgeführt.
In seiner zweiten Oberligarunde, 1959/60, gehörte er mit 24 Ligaeinsätzen und sechs Toren dem Team des erfolgreichen Titelverteidigers an. Im Weltmeisterschaftsjahr 1961/62 bestritt Weishaar alle 30 Ligaspiele und erzielte zehn Tore bei der Erringung der Vizemeisterschaft. Der FKP hatte im Südwesten 104 Tore erzielt und hatte mit Rolf Fritzsche (24), Klaus Matischak (23), Helmut Kapitulski (19) und Heinz Hohmann (19) mehrere Spieler mit Torjägerqualität zur Verfügung. In der wegen des WM-Turniers in Chile verkürzten Endrunde lief Weishaar lediglich im Startspiel gegen den Hamburger SV auf. Mit 6:3 setzte sich das Team um Uwe Seeler (4 Tore) vor 65.000 Zuschauern im Südweststadion in Ludwigshafen durch. Weishaar hatte in der 25. Spielminute den FKP mit 2:1 in Führung gebracht. Seine Abstinenz bei den zwei unrühmlichen Niederlagen gegen Eintracht Frankfurt (1:8) und den 1. FC Köln (0:10) konnte er wohl verschmerzen. Von der Oberligaära verabschiedete er sich 1962/63 mit dem 3. Rang, 30 Ligaeinsätzen und 14 Toren. Schmerzlich war dagegen die Nichtberücksichtigung von Pirmasens durch den DFB in die ab 1963/64 startende Fußball-Bundesliga. Aus dem Südwesten wurden lediglich der 1. FC Kaiserslautern und überraschend der 1. FC Saarbrücken nominiert. Neunkirchen und Pirmasens wurden damit zweitklassig und spielten deshalb ab 1963/64 in der zweitklassigen Regionalliga Südwest.

### Regionalliga, 1963 bis 1972
Pirmasens startete mit einem 1:0-Heimerfolg am 4. August 1963 in die zweitklassige Regionalliga-Ära. Die drei Vereine Borussia Neunkirchen, FKP und Worms lieferten sich an der Tabellenspitze einen spannenden Kampf um die ersten zwei Plätze. Nach 38 Rundenspielen (20er-Liga in der Debütrunde)
trennten am Schluss je ein Punkt den Meister vor dem Vize und diesen vor dem Dritten. Das Team von Trainer Horst Buhtz holte den Titel in das Saarland, Alfred Preißler gelang mit Pirmasens die Vizemeisterschaft und Radoslav Momirski musste sich mit der Wormatia mit dem undankbaren dritten Rang begnügen. Mit 128 Toren erzielten Weishaar und Kollegen die meisten Rundentreffer, gefolgt von 106 des Meisters aus Neunkirchen. Worms hatte nach der Hinrunde mit einem Punkt vor Pirmasens die Tabelle angeführt, Neunkirchen lag vier beziehungsweise drei Punkte dahinter auf Rang drei. Mit einer furiosen Rückrunde drehten die Borussen – 33:5 Punkte/62:12 Tore – diesen Stand um und gewannen die erste Meisterschaft in der Regionalliga Südwest. Gemeinsam mit Pirmasens zogen sie in die erste Bundesliga-Aufstiegsrunde im Juni 1964 ein. Linksaußen Weishaar hatte in 36 Ligaeinsätzen elf Tore erzielt.
Der Vizemeister musste aber noch zuerst gegen den Westvize Wuppertaler SV zwei Qualifikationsspiele bestreiten. Das Team aus dem Stadion am Zoo, von Robert Gebhardt trainiert, ging mit Spielern wie Dieter Auris, (Torhüter), Erich Haase, Günter Jäger, Vitus Sauer, Günter Augustat, Manfred Reichert, Werner Tönges, Emil Meisen, Jürgen Papies und Günter Nauheimer als Favorit in die Entscheidungsspiele. Am 24. Mai entzauberte der Südwestvize vor 32.000 Zuschauern im Stadion am Zoo den WSV mit einem überraschenden 2:0-Auswärtserfolg. Der FKP war mit Brill, Seebach, Dausmann, Kapitulski und Weishaar im Angriff angetreten und der wendige Mittelstürmer Hugo Dausmann erzielte beide Treffer. Acht Tage später setzten sich Weishaar und Kollegen auch im Rückspiel mit 2:1 durch und wiederum hatte Dausmann für beide Treffer gesorgt. Getragen von diesem Erfolg gegen Wuppertal ging Pirmasens am 6. Juni auch in das Startspiel in der Staffel 2 gegen den klaren Aufstiegsfavoriten Alemannia Aachen, welche in der Westliga mit sieben Punkten Vorsprung vor Wuppertal die Meisterschaft gewonnen hatten. Anerkannte Könner wie Branko Zebec, Christian Breuer, Alfred Glenski, Josef Martinelli, Erich Hahn und Herbert Gronen schienen reif für die Bundesliga zu sein. Angetrieben von Regisseur Kapitulski und mit Torjäger Dausmann in der Spitze, setzte sich der FKP aber auch gegen die „Kartoffelkäfer“ mit 3:0 durch. Vier Tage später, am 10. Juni, entschied aber Mittelstürmer Walter Rodekamp mit zwei Treffern in der zweiten Halbzeit die Partie vor 55.000 Zuschauern im Niedersachsenstadion für Hannover 96 und nahm ab sofort die Favoritenrolle für den Bundesligaaufstieg ein. Das zweite Auswärtsspiel führte Pirmasens vier Tage danach, am 14. Juni, zum Südmeister KSV Hessen Kassel. Im Auestadion gelang Pirmasens ein 4:1-Auswärtserfolg. Im sofortigen Rückspiel drehte das Team um Horst Assmy, Rolf Fritzsche, Klaus-Peter Jendrosch und Ernst Kuster mit einem 4:2-Erfolg den Spieß um. In den zwei Schlussspielen gegen Hannover (0:4) und Aachen (1:5) waren die Kräfte verbraucht und der Elan weg, der FKP beendete die Aufstiegsrunde mit 4:8 Punkten. Weishaar war in allen Spielen – in den zwei Qualifikationsspielen wie auch in den sechs Gruppenspielen – aufgelaufen. Dausmann hatte in der Quali vier und in den Gruppenspielen fünf Tore erzielt.
Nach einem Abfall auf den 7. Platz 1964/65, Spielmacher Kapitulski war in die Bundesliga zum 1. FC Kaiserslautern gewechselt, kehrte der FKP 1965/66 wieder in die Erfolgsspur zurück. Mit einem Punkt Vorsprung vor dem 1. FC Saarbrücken gewann das Team von Trainer Kurt Sommerlatt die Meisterschaft. Insbesondere mit den zwei talentierten Neuzugängen Georg Jung und Roland Weida sowie dem aus der Jugend gekommenen Dieter Weinkauff war die Kaderverstärkung geglückt. Weishaar zeichnete sich besonders beim 5:2-Auswärtserfolg am 6. März 1966 beim SV Alsenborn als dreifacher Torschütze aus. In der Aufstiegsrunde spielte der Südwestmeister aber dann unerwartet stark auf. Er startete mit einem 1:1 bei Hertha BSC, was die 80.000 Zuschauer im Olympiastadion überraschte, da Hertha mit Spielern wie Wolfgang Fahrian, Otto Rehhagel, Jürgen Sundermann, Hans Eder, Hans-Joachim Altendorff, Lothar Groß, Michael Krampitz, Kurt Schulz, Lutz Steinert und Willibert Kremer als klarer Aufstiegsfavorit gehandelt worden war, höchstens im Westmeister Fortuna Düsseldorf hatten die Berliner einen tatsächlichen Konkurrenten gesehen. Im ersten Heimspiel am 8. Juni, brachte Weishaar den FKP in der 17. Minute gegen Fortuna Düsseldorf mit 1:0 in Führung und beim Schlusspfiff bejubelte die Heimmannschaft einen 3:2-Erfolg gegen den Westmeister. Als der FKP dann auch noch aus den zwei Spielen gegen Kickers Offenbach um die Spieler Hermann Nuber, Engelbert Kraus, Siegfried Gast und Gerd Becker drei Punkte verbuchen konnte, war plötzlich der Südwestvertreter ein Aspirant für den Aufstieg. Düsseldorf setzte sich aber im Heimspiel mit 2:0 gegen Weishaar und Kollegen durch, sodass der 2:1-Heimerfolg am 26. Juni gegen Hertha BSC lediglich den Punktegleichstand von jeweils 8:4 zwischen Pirmasens und Düsseldorf erbrachte. Die Fortuna stieg dank des Torquotienten von 2,13 gegenüber 1,25 des FKP in die Bundesliga auf. Weishaar hatte alle sechs Aufstiegsrundenspiele bestritten und drei Tore erzielt. So nah sollte Pirmasens nie mehr dem Bundesligaaufstieg kommen.
1970 und 1971 gehörte der zwischenzeitliche Routinier nochmals zwei Vizemeisterteams des FKP an. Jetzt agierte er aber im 4:3:3-System im Mittelfeld und zeichnete sich als Eckball- und Freistoßspezialist aus, für die Tore waren in erster Linie Peter Gutzeit und Helmut Theobald zuständig. Der 31-Jährige erzielte in den Spielen gegen den FV Speyer (4:1), 1. FC Saarbrücken (5:2) und Wormatia Worms (5:0) jeweils zwei Treffer. Insgesamt kam er in der Saison 1970/71 in 24 Ligaeinsätzen auf neun Tore. Sein letztes Bundesligaaufstiegsrundenspiel absolvierte Weishaar am 27. Juni 1971 bei einer 2:5-Auswärtsniederlage beim Aufsteiger VfL Bochum. Mit 7:9 Punkten belegte er den 3. Rang, punktgleich mit dem VfL Osnabrück auf dem 2. Platz.
Jetzt lauteten die Namen seiner Mitspieler Klaus Pudelko (Torhüter), Werner Tretter, Robert Jung, Horst Brill, Peter Bernhardt, Dieter Gerhards, Willi Schuster, Gerd-Walter Wolf, Guntram Gentes und Helmut Theobald.
Nach Ende der Saison 1971/72 verabschiedete sich der 32-jährige Senior nach insgesamt 245 Regionalligaspielen mit 70 Toren nach 14 Ligajahren beim FK Pirmasens und ging ins Amateurlager zu seinem Heimatverein FC Rodalben zurück. Sein letztes Regionalligaspiel absolvierte Weishaar unter Trainer Michael Pfeiffer am 7. Mai 1972 bei einer 0:1-Heimniederlage gegen Eintracht Trier. Lediglich am Rundenstart, den 15. August 1971, beim Heimspiel gegen den SV Alsenborn war er nicht im Einsatz gewesen. In seiner 14. Runde beim FK Pirmasens war er nochmals in 29 Verbandsspielen aufgelaufen und hatte sechs Tore erzielt.

### Amateur und Beruf
Mit Rodalben gewann er am 8. Juni 1974 mit 4:3 n. V. den erstmals ausgetragenen Südwest Pokal gegen die SG Eintracht Bad Kreuznach Amateure und qualifizierte sich am 27. Juli 1974 mit einem 4:3 gegen den SV Südwest Ludwigshafen für den DFB-Pokal 1974/75, wo man dann aber in der 1. Hauptrunde mit 0:1 n. V. am TSV Bleidenstadt scheiterte. In der Runde 1974/75 wurde Weishaar mit Rodalben Vizemeister in der Amateurliga Südwest und scheiterte im Viertelfinale um die deutsche Amateurmeisterschaft am späteren deutschen Amateurmeister VfR OLI Bürstadt.
Beruflich war Weishaar der langjährige Fahrer der Pirmasenser Oberbürgermeister.